# Cristofano Malvezzi
Cristofano Malvezzi (batejat el 28 de juny de 1547 – Florència, 22 de gener de 1599) fou un organista i compositor italià de l'època del Renaixement.
Estudià amb el mestre Francesco Corteccia i fou mestre de capella dels ducs de Mèdicis Ferran i Francesc, i en casar-se el primer amb Cristina de Lorena, va compondre uns Intermedis i Concerti adaptats a una obra que es representà durant les festes de noces, i que foren interpretats a la viola bastarda pel gran interpret d'aquest instrument Diorisio Isorelli.